# Заворуха в місті
Заворуха в місті (англ. City Heat) — американський комедійний бойовик 1984 року.

## Сюжет
1933 рік, Канзас. Приватний детектив Мерфі шукає бандита, який жорстоко розправився з його напарником. Розслідуванням убивства також займається лейтенант поліції Спір, який колись працював з Мерфі. Вони завжди недолюблювали один одного, але їм знову доводиться об'єднати зусилля, щоб очистити місто від злочинців.

## У ролях
| Актор               | Роль                      |
| ------------------- | ------------------------- |
| Клінт Іствуд        | лейтенант Спір            |
| Берт Рейнольдс      | Майк Мерфі                |
| Джейн Александер    | Адді                      |
| Медлін Кан          | Керолайн Гоулі            |
| Ріп Торн            | Праймо Пітт               |
| Ірен Кара           | Джіні Лі                  |
| Річард Раундтрі     | Дел Свіфт                 |
| Тоні Ло Бьянко      | Леон Колл                 |
| Вільям Сандерсон    | Лонні Еш                  |
| Ніколас Ворт        | Трой Рокер                |
| Роберт Даві         | Ніно                      |
| Джуд Фарезе         | Буб Слак                  |
| Джон Генкок         | Фредді                    |
| Джек Тібо           | солдат                    |
| Джералд С. О'Лофлін | прикажчик Луї             |
| Брюс М. Фішер       | громило                   |
| Арт ЛаФлер          | громило                   |
| Джек Ненс           | Арам Стросселл, бухгалтер |
| Даллас Коул         | руда Шеррі                |
| Лу Філліпо          | суддя                     |